# Jamie Bamber

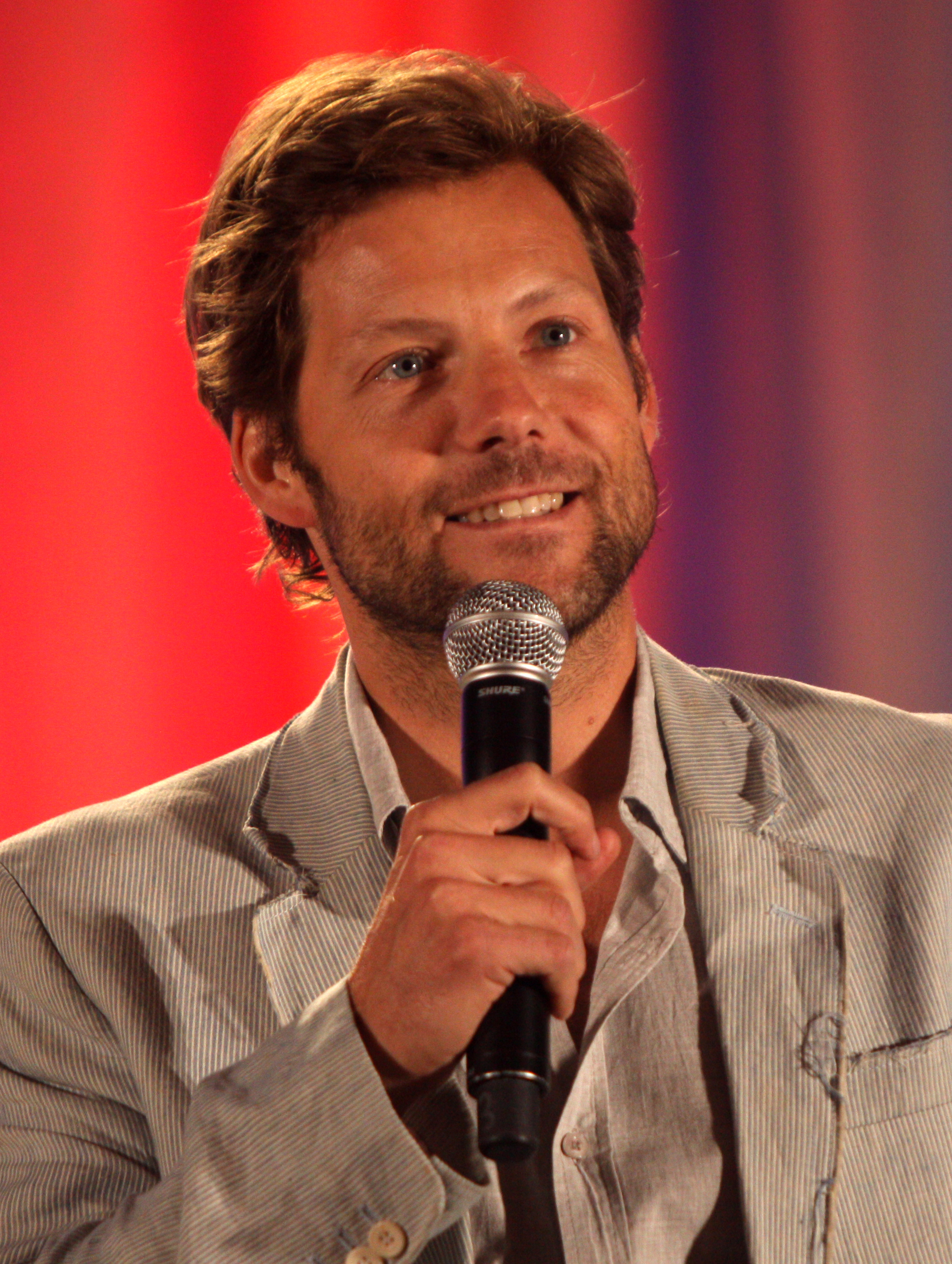
Jamie Bamber (2012)

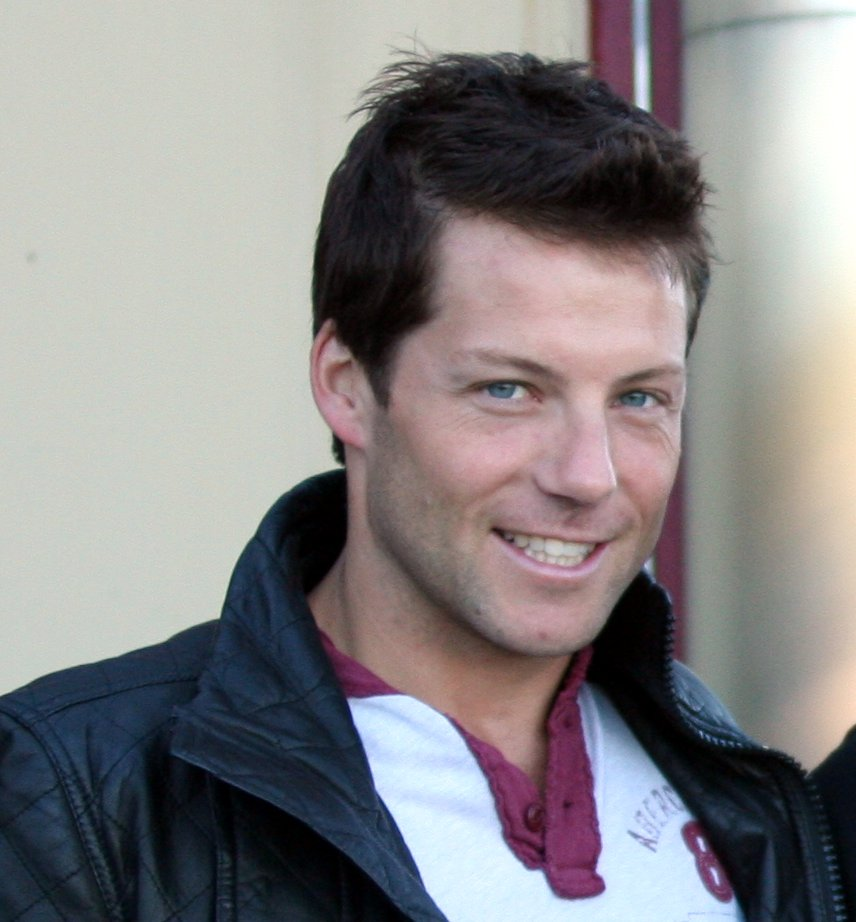
Jamie Bamber (2006)

Jamie Bamber (* 3. April 1973 in Hammersmith, London als Jamie St John Bamber Griffith) ist ein britischer Schauspieler.

## Leben
In England als Sohn eines Amerikaners und einer Nord-Irin geboren, zog er in seiner frühen Kindheit nach Paris. Im Alter von sieben Jahren zog er dann mit seinen Eltern und seinen sechs Geschwistern wieder zurück nach Großbritannien. Seine einzige Schwester Anastasia Griffith ist ebenfalls als Schauspielerin bekannt.
Das erste Jahr seines Studiums der französischen und italienischen Literatur verbrachte er in Italien. Nach seinem Abschluss entschied er sich für die professionelle Schauspielerei und studierte an der LAMDA (The London Academy of Music and Dramatic Art). An der Cambridge University, England, erreichte er einen 1st Class MA Honours in modernen Sprachen.
2001 übernahm er eine Nebenrolle in der HBO-Produktion Band of Brothers, die von Steven Spielberg und Tom Hanks koproduziert wurde. Von 2003 bis 2008 spielte er die Rolle des Captain/Major/Commander/Präsident Lee „Apollo“ Adama in Battlestar Galactica, beziehungsweise der vorausgegangenen Miniserie. Für diese Rolle färbte sich der eigentlich blonde Schauspieler seine Haare dunkel, da auch Richard Hatch im Original als „Apollo“ dunkle Haare hatte. Daneben wirkt er in anderen Filmen mit. Nach dem Ende von Battlestar Galactica übernahm Bamber eine der Hauptrollen der Krimiserie Law & Order: UK, welche der englische Ableger der US-Serie Law & Order ist. Dort war er von 2009 bis 2011 zu sehen. Neben dieser Tätigkeit übernahm er ab 2011 immer wieder Episodenrollen in US-Serien wie CSI: Miami, Dr. House oder Body of Proof.
Jamie Bamber ist seit September 2003 mit der Schauspielerin Kerry Norton verheiratet. Am 12. Juni 2003 kam seine erste Tochter auf die Welt, am 27. September 2004 folgten Zwillinge.

## Filmografie (Auswahl)
- 1994: Shifting Sands
- 1998: Hornblower: The Even Chance (Fernsehfilm)
- 1999: Hornblower: The Duchess and the Devil (Fernsehfilm)
- 1999: Hornblower: The Frogs and the Lobsters (Fernsehfilm)
- 1999: The Scarlet Pimpernel
- 2000: Lady Audley’s Secret (Fernsehfilm)
- 2000: Agatha Christie’s Poirot (Fernsehserie, Folge The Murder of Roger Ackroyd)
- 2001: Peak Practice
- 2001: Band of Brothers – Wir waren wie Brüder (Band of Brothers, Miniserie, 3 Folgen)
- 2001: The Devil’s Tattoo
- 2001: Hornblower: Retribution (Fernsehfilm)
- 2001: Hornblower: Mutiny (Fernsehfilm)
- 2002–2003: Ultimate Force
- 2002: Daniel Deronda (Fernsehfilm)
- 2003–2009: Battlestar Galactica (Fernsehserie, 75 Folgen)
- 2007: Cold Case – Kein Opfer ist je vergessen (Cold Case, Fernsehserie, 1 Folge)
- 2007: Ghost Whisperer – Stimmen aus dem Jenseits (Ghost Whisperer, Fernsehserie, 1 Folge)
- 2009: Dollhouse (Fernsehserie, 1 Folge)
- 2009–2011: Law & Order: UK (Fernsehserie, 32 Folgen)
- 2011: Outcasts (Miniserie)
- 2011: Dr. House (House, Fernsehserie, 1 Folge)
- 2011: CSI: Miami (Fernsehserie, 1 Folge)
- 2012: Body of Proof (Fernsehserie, 3 Folgen)
- 2012: Väter und andere Katastrophen (Un jour mon père viendra)
- 2012: Tom und Jerry – Robin Hood und seine tollkühne Maus (Tom and Jerry: Robin Hood and His Merry Mouse) (Sprechrolle)
- 2013: Monday Mornings
- 2013: Star Trek Continues (Webserie, 1 Folge)
- 2014: John Doe: Vigilante
- 2014–2014: The Smoke
- 2014–2015: Rizzoli & Isles (Fernsehserie, 2 Folgen)
- 2014–2016: Navy CIS (NCIS, Fernsehserie, 7 Folgen)
- 2015: Major Crimes (Fernsehserie, 1 Folge)
- 2015: Frozen Money (Numb)
- 2016–2018: Marcella (Fernsehserie, 14 Folgen)
- 2016: Money
- 2016: A New York Christmas
- 2017: Ein Verlobter zu viel (L‘embarras du choix)
- 2017: Fearless
- 2017: Counterpart (Fernsehserie, 1 Folge)
- 2018: Inferno: Skyscraper Escape
- 2019–2020: Strike Back
- 2022: The Lair
- 2022: Titanic 666
- 2022: Signora Volpe (Fernsehserie, 2 Folgen)
- 2023: Beyond Paradise (Fernsehserie, 5 Folgen)